# Deborah Scanzio
Deborah Scanzio (Faido, 25 dicembre 1986) è una sciatrice freestyle svizzera, specialista negli eventi gobbe.
Scanzio ha gareggiato nei Giochi olimpiadi invernali del 2006 e del 2010 per l'Italia. Il suo miglior piazzamento è stato nel Freestyle alle Olimpiadi Invernali del 2006, dove si piazzò tredicesima nel turno di qualificazione, e nona in finale. Nel 2010 ha di nuovo partecipato al Freestyle alle Olimpiadi Invernali 2010, avanzando fino alla finale, dove è arrivata decima. A gennaio 2018 si è qualificata per i Giochi Olimpici Invernali del 2018 a Pyeongchang.
Ha una medaglia del Campionato mondiale di freestyle, un bronzo all'evento gobbe del 2007.
Scanzio ha fatto il suo debutto alla Coppa del Mondo nel dicembre del 2002.  A partire dall'aprile del 2013, è arrivata tre volte nel podio della Coppa del Mondo, ottenendo medaglie d'argento di volta in volta, due volte nel 2007/08 e una volta nel 2006/07.

## Palmarès

### Mondiali
- 1 medaglia:
  - 1 bronzo

### Coppa del Mondo
- 3 podi:
  - 3 secondi posti

| Data            | Luogo        | Evento |
| 5 febbraio 2007 | La Plagne    | Gobbe  |
| 18 gennaio 2008 | Lake Placid  | Gobbe  |
| 26 gennaio 2008 | Mont Gabriel | Gobbe  |